# مرکز البینو (نیویورک)
مرکز البینو، نیو یورک (به انگلیسی: Albion Center, New York) یک منطقهٔ مسکونی در ایالات متحده آمریکا است که در ایالت نیویورک واقع شده‌است.